# ジョチ
ジョチ（ᠵᠥᠴᠢ Jöči、現代モンゴル語：Зүчи、1177年/1184年? - 1225年）は、モンゴル帝国の創始者チンギス・カンの長男で、ジョチ・ウルスの始祖。ジュチとも片仮名表記される。
漢字史料では主に朮赤、アラビア語・ペルシア語史料では主にجوچى خان jūchī khān と綴られる。
すぐ下の弟のチャガタイとはジョチ自身の出生の疑惑などを巡って険悪な仲であり、その関係は2人が関わった戦いの推移、父のチンギス・カンの後継者問題にも影響を与えた。

## 生涯
生年は1177年、1184年など諸説ある。ジョチはチンギス・カンの第一夫人ボルテを母とする嫡出の長男で、同母弟にチャガタイ、オゴデイ、トルイの3人がいる。当時のモンゴルには、近隣国のように嫡長子を後継者とする制度は存在しなかったので、ジョチは長男であることによって他の兄弟と比べて特に優遇されていたりはしない。ただし、末弟で最有力後継者候補であったトルイとともにケレイト部の王オン・カンの姪でジャカ・ガンボの娘のベクトゥトミシュ・フジンを娶り、これは実現しなかったが、オン・カンの娘のチャウル・ベキを娶る予定があったことなど、長男として有力な立場にあった可能性は指摘できる。
若い頃から父に従ってモンゴル高原の統一に至る戦いに参加し、特に西方の強国ナイマンとの戦いで活躍した。
1206年にチンギス・カンが高原を統一すると、高原の西に位置するアルタイ山脈の北部からイルティシュ川の上流域に4個の千人隊を所領（ウルス）として与えられた。
1207年（卯年）、父から右軍を任され、森の民（ホイイン・イルゲン）を平定した。オイラトのクドカ・ベキをはじめとして、バイカル湖方面のブリヤト、バルクン、エニセイ川上流域のトバス、同川下流域のキルギスなどがジョチに服属した。チンギスはクドカ・ベキがいち早く従ったことを称え、その二人の息子に自身の娘とジョチの娘を娶せた。
1211年より、チンギス・カンが金への遠征を開始したときは、同じく帝国の西部にウルスを持つ2人の弟のチャガタイ、オゴデイとともに、全体の右翼軍（西部軍）を率いる将領として参加、山西地方の席捲して諸城を陥落させた。この時の功績により平陽一帯を投下領として与えられ、以後平陽路は代々ジョチ家の領地として受け継がれる。
メルキト部の残党を追ってキプチャク草原まで至った軍団は、カラ・クムの戦いにおいてアラーウッディーン・ムハンマド率いるホラズム軍を破っている。1219年から始まる西方遠征でも右翼の指揮官として中央アジア北部を進み、戦役の発端となった町オトラルを攻略した後、スィル川沿いに下ってスィグナク、ジャンド、ヤンギカントを征服した。スィグナクでは、ジョチが攻撃に先立って降伏を要求するために送った使者ハサン・ハッジーを住民が惨殺したため、モンゴル軍は攻略後に町を徹底的に破壊、残った住民を皆殺しにしたという。
その後、中央アジアの中枢マー・ワラー・アンナフルからアム川沿いに下ってホラズム・シャー朝の本拠地ホラズムの主邑ウルゲンチを攻撃したが、彼はともに攻撃を担当したすぐ下の弟のチャガタイと不和だったために攻略に手間取ることがあった。このため兄弟は父チンギス・カンの不興を買ったが、2人の兄いずれとも仲の良い弟のオゴデイが兄の間にたって指揮をとり、事なきを得た。
ジョチの攻城は、従来のモンゴルが一般に行っていた城内乱入に次ぐ略奪と破壊を嫌ったためか、相手が降伏するのを待つという戦法を取ることが多く、進軍速度を緩めてしまったという評価が強い。そのため、従来どおりの戦法を取るチャガタイとは、もともとの不和とあいまって、ウルゲンチのような事態を引き起こしたと見られる。実際にウルゲンチにおいても彼は、降伏交渉を行っている。
諸史料によれば、チンギス・カンはこの頃、4人の嫡子のうちから後継者を選び、温和な三男のオゴデイが後継者に指名された。このとき、チンギス・カンは実際に諸子を集めて自分の後継者に誰がふさわしいか意見させたが、その場でジョチとチャガタイが口論になり、2人が互いをカンにふさわしくないと言い合ったので、次の弟で人望のあるオゴデイが立てられたという。
中央アジア遠征の後、ジョチは西方に広がったモンゴル帝国領のうち、北部の良質な草原を遊牧地として与えられ、ジョチのウルスは本領のイルティシュ川上流域からバルハシ湖の北からアラル海の方面に至る草原地帯（カザフ草原、現在のカザフスタン）に広がった。さらに、ジョチはチンギス・カンによってアラル海の北からカスピ海の北に広がる草原地帯の諸族の征服を委ねられ、チンギス・カンがモンゴル高原に帰還した後もカザフ草原に残って北西方への拡大を担当することになった。
この間にジョチは病を発し、軍を進めることができなくなった。しかし、この間の事情がモンゴル高原にはジョチが狩猟に興じて軍事をおろそかにしているとの噂になって伝わった。激怒したチンギス・カンはジョチに対して召還命令を下したが、ジョチは病のために帰還することができず、1225年頃に父に先立って病没してしまった。一方、チンギス・カンはジョチが召還の命令に従わないのでいよいよ討伐の軍を送ろうとまでしていたが、そこに病没の報が伝わり、大いに悲しみ落胆したと伝えられている。

## ジョチの出生をめぐる問題
ジョチという名は、中世モンゴル語で「客」「旅人」を意味するが、この名前は出生の事情によっている。
ペルシア語の歴史書『集史』によると、ジョチが母のボルテの腹の中にいたとき、まだ弱小勢力だった後のチンギス・カンことテムジンの幕営が、モンゴル部と敵対するメルキト部族の君主トクトア・ベキ率いる軍勢によって襲撃される事件があった。メルキト部族に連行された時、ボルテは既にテムジンの子を身籠っていたという。テムジンの同盟者であるケレイトのトオリル（後のオン・カン）がメルキト側と交渉してボルテを取り戻し、トオリルはテムジンを自らの「息子」と称して尊重していたため、彼女を鄭重に保護してテムジンのもとへ送り戻した。テムジンは側近のひとりだったジャライル部族に属すセベという人物を派遣してボルテを護衛し、その旅中でボルテはにわかに産気づいて男児を出産した。出産後、セベは揺かごの用意も出来なかったので少しばかりの穀粉で柔らかな練り物を作ってそれでジョチをつつみ、さらに、自らの衣服の袖に包んで手足が痛まないよう大事に運んだと言う。こうして、ケレイトからテムジンの居る幕営地までの旅中で生まれた男子だったので、「旅客」を意味するジョチという名を与えられたのだという。
一方、モンゴル語で記された『元朝秘史』では、
もともとチンギス・カンの母のホエルンはメルキト部の者と結婚していたが、モンゴル部のイェスゲイによって略奪されてその妻となり、テムジン（後のチンギス・カン）を生んだ。のちにイェスゲイの遺児のテムジンが結婚したことを知ったメルキトは、ホエルン略奪の復讐としてテムジンを襲撃してボルテを略奪し、ホエルンの元夫の弟にボルテを結婚させた。一方、逃げ延びたテムジンはトオリルとジャムカの助けを得てメルキトを討ち、ボルテを取り戻す。しかし、そのときボルテは妊娠して出産間近であり、まもなくジョチが生まれた。このため、ジョチはメルキトの子ではないかと疑われ、のちにジョチのすぐ下の弟のチャガタイは、父の面前でジョチをメルキトの子と罵ったが、チンギス・カンはあくまでジョチを長男として扱った。
というもので、現在では『集史』の伝える話よりも広く知られている。明らかな編纂意図を持って記録や口承をまとめ編集された散文の歴史書である『集史』と比較すると、韻文を多用した『元朝秘史』は英雄叙事詩的な歴史物語の性格が強く、どの程度史実を伝えたものかは定かではない。ただし、ジョチがチャガタイと不和だったのは事実であり、『集史』の伝えるような出生の事情を問題視される向きがあったことは事実のようである。
『元朝秘史』の物語については、そもそもモンゴルと代々婚姻を重ねる関係にあるコンギラトの出身であるホエルンがもともとメルキト部の者と結婚していたという話が信憑性に乏しいため、略奪叙事詩としての筋を盛り上げるために付け加えられた話であると主張する学者もいる。

### 現代文学での取り上げ方
『元朝秘史』の物語の史実性の是非はともかく、この興味深い物語が多くの人の関心を引き寄せる魅力を持っていることに違いはない。日本の作家井上靖は小説『蒼き狼』で晩年の親子の確執と絡めて、ともに略奪された母から生まれ出自に疑問を抱きつづけるチンギス・カンとジョチの複雑な親子の関係を見事に描き出している。なお、井上は「父は不明」を基本スタンスとしているが、陳舜臣は『チンギス・ハーンの一族』において『集史』とほぼ同様（つまり、すでに妊娠していたとする説）の主張を行っており、チンギス・カンは自身の子であると認知、ジョチと不和であったチャガタイは、周囲がうわさしていた「メルキトの子」であるという風評を、互いが幼少時の時期に罵ったという亀裂が修復されずに成長し、そのまま成長するにいたって互いに引っ込みが付かなくなったのが決定的な亀裂の原因である、という描き方をしている。また、森村誠一は「チンギス・カンの子ではない」としているなど、歴史小説における扱いはさまざまである。

## 宗室

### 父母
- 父　チンギス・カン
- 母　ボルテ

### 后妃
ジョチには、当時の遊牧民の王侯たち一般と同じく、数多くの夫人と子があった。夫人は「カトゥン」（fa. خاتون khātūn＜turc. χatun＜mon. qatun）、「フジン」（fa. فوجين fūjīn＜mon. fujin, hujin, 'ujin）などの称号をもつ正妃の名が複数知られているが、夫人の間の序列はよくわかっていない。
- ソルカク・カトゥン（サルタク・カトゥン） -  チンギス・カン家代々の姻族コンギラト部の出身。ジョチの最年長かつ最上位のカトゥンで、ジョチの長男オルダの母とされる。
- ベクトゥトミシュ・フジン - チンギス・カンに倒されたケレイト部の王オン・カンの弟ジャカ・ガンボの娘。ジョチの末弟トルイの正妃ソルコクタニ・ベキの姉にあたる。
- オキ・フジン - コンギラト部の宗家筋にあたるアルチ・ノヤンの息女。バトゥの母といわれる。

### 男子
子女のうち男子は概数として「40人」以上いたと言われているが、子孫がジョチ・ウルスの王侯貴族として残り、『集史』など後世の系譜書に名前が記されている者は以下にあげる14名がいる。
- 長男 オルダ - ソルカク・カトゥンの子。イルティシュ川流域に残り、ジョチ・ウルス左翼（東部）を支配した。
- 次男 バトゥ - オキ・フジンの子。ジョチ・ウルスの右翼を支配し、ウルス全体を統括する君主（ハン）になった。
- 三男 ベルケ - スルターン・カトゥン（エミン部族）の子。バトゥの死後、傍系からジョチ・ウルスの第4代君主となった。
- 四男 ベルケチェル - スルターン・カトゥンの子。ベルケの同母弟。
- 五男 シバン - 子孫はシビル・ハン家とシャイバーニー朝になった。
- 六男 タングト
- 七男 ボアル - 13世紀末にバトゥ家のハンと権勢を争った有力者ノガイの祖父。
- 八男 チラウカン
- 九男 シンクル
- 十男 チンバイ
- 十一男 ボラ（ムハンマド）
- 十二男 ウドゥル
- 十三男 トカ・テムル（Tukhtemur） - 子孫はトクタミシュら14世紀後半以降にジョチ・ウルスのハン位を争う有力者たちを輩出し、アストラハン・ハン国、カザン・ハン国、クリミア・ハン国など複数の政権の始祖になった。
- 十四男 セングム

## 初期ジョチ・ウルスの4千人隊

### オルダ・ウルス
- ゲニゲス部のクナン・ノヤン（Qunan ＞忽難/hūnán,قونان نویان/qūnān Nūyān）
- フーシン部のケテ(フーシダイ)（Kete ＞客帖/kètiē,هوشیتای/hūshītāī）

### バトゥ・ウルス
- シジウト部のモンケウル（Möngke'ür ＞蒙古兀児/mēnggǔwūér,منگکور/Mungkūr）
- フーシン部のバイク（Baiqu ＞بایقو/bāīqū）